# Barbus manicensis
Barbus manicensis är en fiskart som beskrevs av Pellegrin, 1919. Barbus manicensis ingår i släktet Barbus och familjen karpfiskar. IUCN kategoriserar arten globalt som livskraftig. Inga underarter finns listade.